# Купуємо Юпітер
«Купуємо Юпітер» (англ. Buy Jupiter) — науково-фантастичне оповідання американського письменника Айзека Азімова, вперше опубліковане у травні 1958 в журналі Science Fiction Magazine. Увійшло до збірки «Купуємо Юпітер та інші історії» (1975).

## Сюжет
Урядовці Земної Федерації ведуть переговори щодо продажу планети Юпітер інопланетній расі, що торгує енергією. Істоти відмовляються розкривати свої плани щодо використання планети і чи дійсно вони перебувають у стані війни з іншою інопланетною расою. Зрештою, іноземці розказують, що вони хочуть розмістити в атмосфері Юпітера рекламний носій, щоб його могли бачити транзитні космічні кораблі. Головний представник Землі розказує своїм колегам, що він перехитрив інопланетян, які явно знехтували перевагами інших планет-гігантів. Тому, коли конкуруюча інопланетна раса прийде домовлятись про продаж іншої планети під рекламний носій, він запропонує Сатурн із його величезними кільцями за підвищеною ціною.